# Боде (лунный кратер)
Кратер Боде (лат. Bode) — небольшой ударный кратер в центральной экваториальной области видимой стороны Луны. Название дано в честь немецкого астронома Иоганна Элерта Боде (1747—1826) и утверждено Международным астрономическим союзом в 1935 г. Сведения о периоде образования кратера отсутствуют.

## Описание кратера
Ближайшими соседями кратера являются кратер Укерт на востоке-северо-востоке; кратеры Паллас и Мерчисон на юго-востоке. На западе от кратера находится система борозд, названная по имени кратера. На северо-западе располагается Залив Зноя, на северо-востоке Море Паров, на юго-востоке Центральный Залив. Селенографические координаты центра кратера 6°43′ с. ш. 2°27′ з. д. / 6,71° с. ш. 2,45° з. д., диаметр 17,8 км, глубина 3,48 км.
Вал кратера имеет чашеобразную форму с небольшим участком плоского дна. От центра кратера в северо-восточном направлении отходит небольшой хребет. Высота вала над окружающей местностью составляет 750 м.

## Сателлитные кратеры
| Боде | Координаты                                          | Диаметр, км |
| ---- | --------------------------------------------------- | ----------- |
| A    | 9°00′ с. ш. 1°11′ з. д. / 9° с. ш. 1,18° з. д.      | 12,2        |
| B    | 8°44′ с. ш. 3°05′ з. д. / 8,74° с. ш. 3,08° з. д.   | 9,8         |
| C    | 12°14′ с. ш. 4°46′ з. д. / 12,23° с. ш. 4,77° з. д. | 7,0         |
| D    | 7°16′ с. ш. 3°19′ з. д. / 7,27° с. ш. 3,32° з. д.   | 3,4         |
| E    | 12°25′ с. ш. 3°27′ з. д. / 12,42° с. ш. 3,45° з. д. | 6,5         |
| G    | 6°20′ с. ш. 3°34′ з. д. / 6,34° с. ш. 3,56° з. д.   | 4,2         |
| H    | 12°13′ с. ш. 6°32′ з. д. / 12,21° с. ш. 6,53° з. д. | 4,1         |
| K    | 9°18′ с. ш. 2°17′ з. д. / 9,3° с. ш. 2,28° з. д.    | 5,6         |
| L    | 5°37′ с. ш. 3°49′ з. д. / 5,62° с. ш. 3,81° з. д.   | 4,3         |
| N    | 10°58′ с. ш. 3°53′ з. д. / 10,97° с. ш. 3,88° з. д. | 6,3         |

- Кратер Боде и сателлитные кратеры Боде A,B включены в список кратеров с темными радиальными полосами на внутреннем склоне Ассоциации лунной и планетарной астрономии (ALPO)[5].

- Кратер Боде и сателлитный кратер Боде A включены в список кратеров с яркой системой лучей Ассоциации лунной и планетарной астрономии (ALPO)[6].